# Джон Балдачи
Джон Елиас Балдачи (на английски: John Elias Baldacci) е американски политик, който е губернатор на Мейн от 2003 година насам, той е представител на демократите, бил е член на Камарата на представителите на САЩ от 1995 до 2003 година. На 6 май 2009 г., губернатор Балдачи става вторият губернатор в щатите, който узаконява гей браковете.
По време на мандата си като губернатор Балдачи инициира реформи в областта на здравеопазването, енергийното развитие, административната реформа и ефективността, общественото образование и полага значителни усилия за разширяване на инвестициите в обучението и развитието на работната сила. По време на четирите си мандата в Конгреса на САЩ той работи в комисията по земеделие и комисията по транспорта и инфраструктурата. Понастоящем той работи като заместник-председател на борда на безпартийната Northeast-Midwest Institute,  базирана във Вашингтон, частна, нестопанска и безпартийна изследователска организация, посветена на икономическата жизненост, качеството на околната среда и регионалната справедливост за държави от Североизтока и Средния Запад.

## Ранен живот и политическа кариера
Роден е на 30 януари 1955 г. в Бангор, Мейн. Израства със седем братя и сестри в италиано-ливанско семейство. Като дете той работи в семейния бизнес, ресторанта на майка му  в Бангор. Завършва гимназията в Бангор през 1973 г. Получава бакалавърска степен по история от Университета на Мейн в Ороно през 1986 г. 
Балдачи е избран за първи път на публична длъжност през 1978 г. на 23-годишна възраст, когато е бил в градския съвет на Бангор. Той продължава да се занимава с политика, като печели избори за Сената на Мейн през 1982 г. от район в Бангор. Той е преизбиран два пъти, като е работил общо 12 години. 

## Камарата на представителите на Съединените щати
През 1994 г., след пенсионирането на неговия братовчед, сенатор от Съединените щати Джордж Мичъл, Балдачи спечели изборите за Камарата на представителите на САЩ от Втори окръг на Мейн, заменяйки Олимпия Сноу , която се премества в Сената на Мичъл. Той побеждава колегата си Ричард Бенет през 1994 г., вземайки 47 процента срещу 41 процента на Бенет.
Балдачи е преизбиран в Конгреса три пъти с доста над 70 процента от гласовете. Той е работил в комисията по земеделие на Камарата на представителите и в комисията по транспорта на Камарата.

## Личен живот и семейство
Балдачи, докато е бил губернатор, живее със съпругата си Карън и сина си Джак в къщата на Блейн в Аугуста.
Братът на Балдачи, Джо, е член на градския съвет на Бангор.  Той е първи братовчед на бившия сенатор от Мейн и лидер на мнозинството Джордж Мичъл и втори братовчед на автора Дейвид Балдачи.  Освен това той също е свързан с държавния представител Крис Грийли, който също като Балдачи и Мичъл е наполовина ливанец. Съпругата му Карън е била ръководител на организация с нестопанска цел, частно финансирана от Verizon. Карън сега работи като регистриран диетолог в програма за жени, кърмачета и деца (WIC) в Портланд.
Балдачи притежава лиценз за радиолюбител.